# Schönegg bei Pöllau
Schönegg bei Pöllau var en kommun i distriktet Hartberg-Fürstenfeld i förbundslandet Steiermark i Österrike. Den bestod av tre orter (Ortschaften) (inom parentes invånarantal 1 januari 2024):
- Hinteregg (481)
- Schönau (423)
- Winzendorf (504)

Kommunen blev den 1 januari 2015 en del av kommunen Pöllau.